# Обамка
Оба́мка — одно из распространённых прозвищ бывшего президента США Барака Обамы.

## Анализ
Прозвище «Обамка» создано с использованием экспрессивного разговорного суффикса. Суффикс «-ка» в русском языке используется для обозначения чего-то маленького, поэтому «Обамка» буквально означает «Маленький Обама». Как отмечает RT, «эта форма в основном используется для выражения привязанности, хотя иногда она может использоваться как разновидность презрения».
Использование суффикса «-ка» также может быть предназначено для обозначения безобидности или незначительности субъекта. Использование термина «Обамка», по мнению исследователей из Riddle Russia, вероятно, было одной из наименее оскорбительных риторических стратегий, используемых антимайданными группами, в то время как более жестокие и расистские члены этих сообществ сравнивали президента США с обезьяной и высмеивали его с помощью фотожабы, изображающий его с бананом. Карикатуры с бананом были распространены в социальных сетях. Отфотошопленные фотографии Обамы также использовались некоторыми российскими чиновниками. Хотя на первый взгляд мемы с бананами и обезьянами могут показаться откровенно расистскими, они содержат компонент феминизации, поскольку устанавливают гендерную иерархию с предположительно умственно отсталым мужчиной.
Исследователи И. В. Пекарская, Е. А. Шпомер вводят в качестве примера шоколадное мороженое «Обамка» в классификацию нарушений речевого этикета как позицию, связанную с национально-расовой отнесѐнностью наименования предмета в опоре на пресуппозитивные связи. 28 декабря 2014 года в киевском клубе «Bar Hot» прошла вечеринка для «золотой молодёжи». В меню присутствовали блюда, именования большинства которых указывали на события, произошедшие на Украине в том же году. Среди основных блюд в том числе предлагался чёрный говяжий бургер «Обамка», что намекало на президента Барака Обаму.
Журнал «Сноб» в 2015 году писал, что в представлении российских «ватников» американский президент мало чем отличается от животного — политика называют «Обамкой» или даже «Обамкой-обезьянкой» и считают, что он боится Владимира Путина, завидует его политической власти и хитрости. По мнению издания, «ватники» считают, что рано или поздно Россия победит США, и шутят по этому поводу; «вышиватники» же спокойно относятся к Бараку Обаме, одобряя его санкции против России и вспоминают о нём чаще всего для того, чтобы высмеять «ватников».

## Мороженое «Обамка»
В апреле 2016 года финансовый директор фабрика «Славица» из Набережных Челнов Анатолий Рагимханов сообщил о планах запустить производство мороженого «Обамка». Он поделился в соцсетях фотографией упаковки, на которой изображён темнокожий кудрявый мальчик с серьгами и эскимо в руке. Сама фабрика заявила, что идея африканского ребёнка была вдохновлена фильмом 1952 года «Максимка». По словам финансового директора фабрики Анатолия Рагимханова, дизайнеров продукции вдохновил советский мультфильм «Катерок», где был показан вымышленный остров «Чунга-Чанга», населённый африканскими детьми: «Нам просто нравится это имя. Это так забавно». Сайт Politrussia.com сообщил, что местные жители уже обсуждают новый продукт в социальных сетях, предлагая ряд новых политически мотивированных названий, связанных с Реджепом Эрдоганом и Ангелой Меркель. Сайт Evening-kazan.ru сообщил, что Эрдоган будет представлять собой карамельное мороженое в молочном шоколаде, а «Меркель» — ванильное мороженое в белом шоколаде. Пробный выпуск мороженого под названием «Обамка» в Татарстане вызвал волну смеха и насмешек со стороны российских пользователей Интернета.
На выпуск мороженого отреагировал ряд западных СМИ. Так, британская газета The Times назвала идею производства данного вида мороженого «примером повседневного расизма» в России. Неназванный американский чиновник заявил агентству Reuters: «Хотя я не видел в продаже этот конкретный продукт, мы разочарованы антиамериканизмом в СМИ, который стал настолько распространенным в России за последние несколько лет, особенно когда он принимает дискриминационный или расистский характер». Фабрика отстояла свою позицию, выпустив пресс-релиз, в котором утверждала, что мороженое сделано для детей и далеко от политики.
Помимо внешних обвинений в расизме внутри страны, «Обамку» заподозрили в гей-пропаганде. Депутат Виталий Милонов убеждён, что темнокожий мужчина с кольцом на ухе пропагандирует гомосексуальность: «Я бы точно не стал есть мороженое „Обамка“. Я думаю, что оно пахло бы марихуаной и гомосексуализмом. <…> Детям, я думаю, это мороженое надо запретить, потому что это мороженое, пропагандирующее косвенно гомосексуализм. Потому что Барак Обама является носителем идеи полного уничтожения семьи и приравнивания её к гомосексуальным бракам».
Мороженое «Обамка» поступило в продажу в Набережных Челнах в конце апреля 2016 года. 10 мая появилась информация, что фабрика «Славица» прекратила выпуск мороженого «Обамка» после обвинений в расизме и антиамериканизме. Однако «Славица» продолжила продажу мороженого под таким названием, а в 2017 году зарегистрировала бренд «Обамка».